# Ga Hagye
Ga Hagye (Tiếng Hàn: 중계역, Hanja: 中溪驛) là ga tàu điện ngầm trên Tàu điện ngầm Seoul tuyến 7 ở Dongil-ro, Nowon-gu, Seoul.

## Lịch sử
- 11 tháng 10 năm 1996: Bắt đầu kinh doanh với việc khai trương Tàu điện ngầm Seoul tuyến 7.

## Bố trí ga
| Junggye ↑   |
| S/B N/B \|  |
| ↓ Gongneung |

| Hướng Bắc | ● Tuyến 7 | ← Hướng đi Junggye · Nowon · Dobongsan · Jangam                      |
| Hướng Nam | ● Tuyến 7 | → Hướng đi Taereung · Đại học Konkuk · Xe buýt tốc hành · Seongnam → |

## Xung quang nhà ga
- 2001 Outlet chi nhánh Junggye
- Cửa hàng bách hóa Geonyeong Omni Chi nhánh Junggye
- Trung tâm Kiểm tra Cơ quan An toàn Giao thông Vận tải Nowon
- Trung tâm cộng đồng Nowon-gu
- Trạm cứu hỏa Seoul Nowon
- Trung tâm học tập suốt đời Nowon
- Trường trung học Daejin
- Lưu chi nhánh Nowon
- Trường tiểu học Yongdong
- Bệnh viện Đại học Nowon Eulji
- Công viên khu phố Junggye
- Trung tâm phúc lợi hành chính Junggye 2-dong
- Trung tâm phúc lợi hành chính Junggye 3-dong
- Trường tiểu học Junghyeon
- Trung tâm phúc lợi hành chính Hagye 1-dong
- Trường trung học cơ sở Hagye
- Trường trung học nữ sinh Hyeseong
- Homeplus chi nhánh Junggye

## Hình ảnh

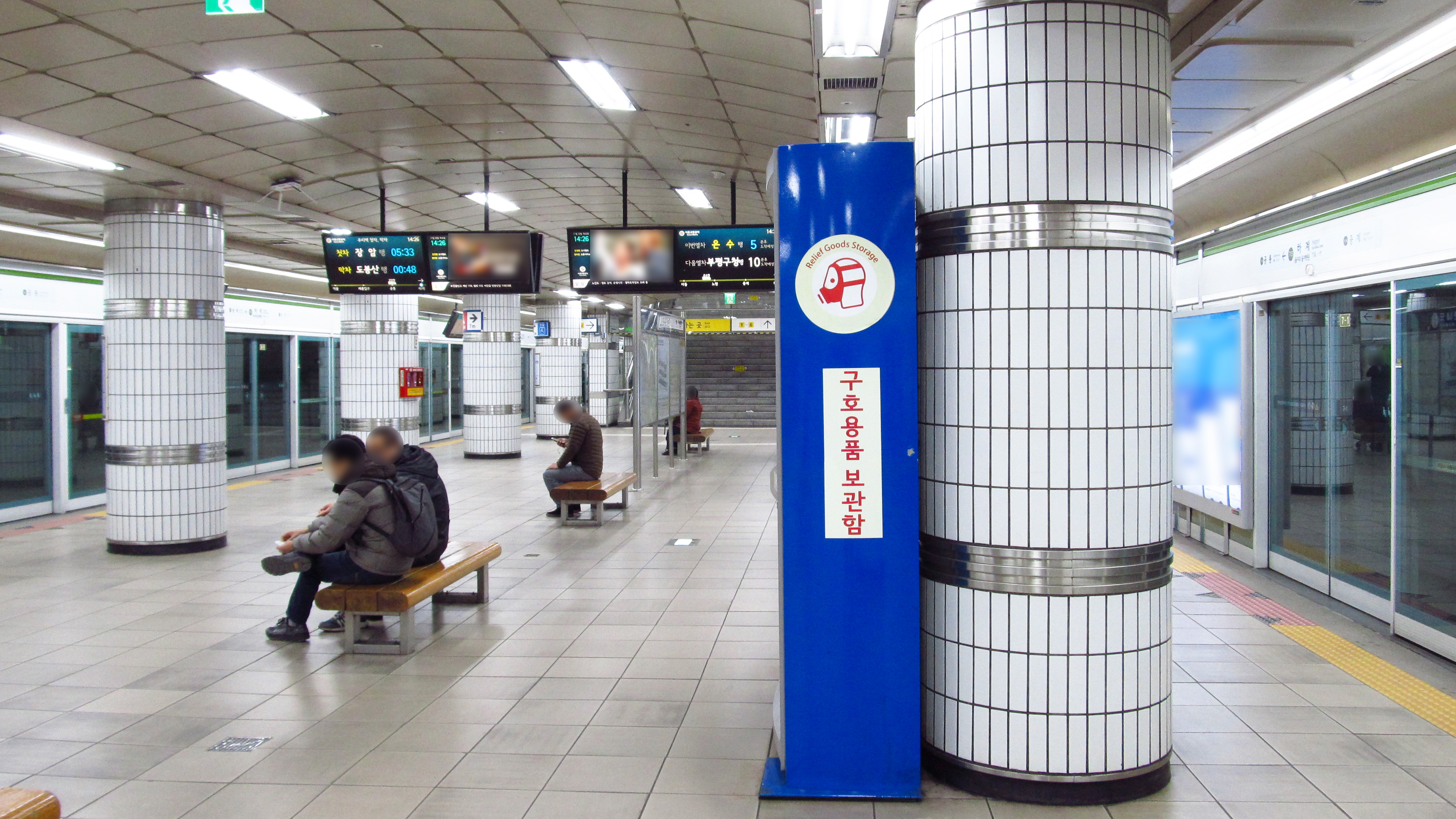
Sân ga (Tháng 11 năm 2018)
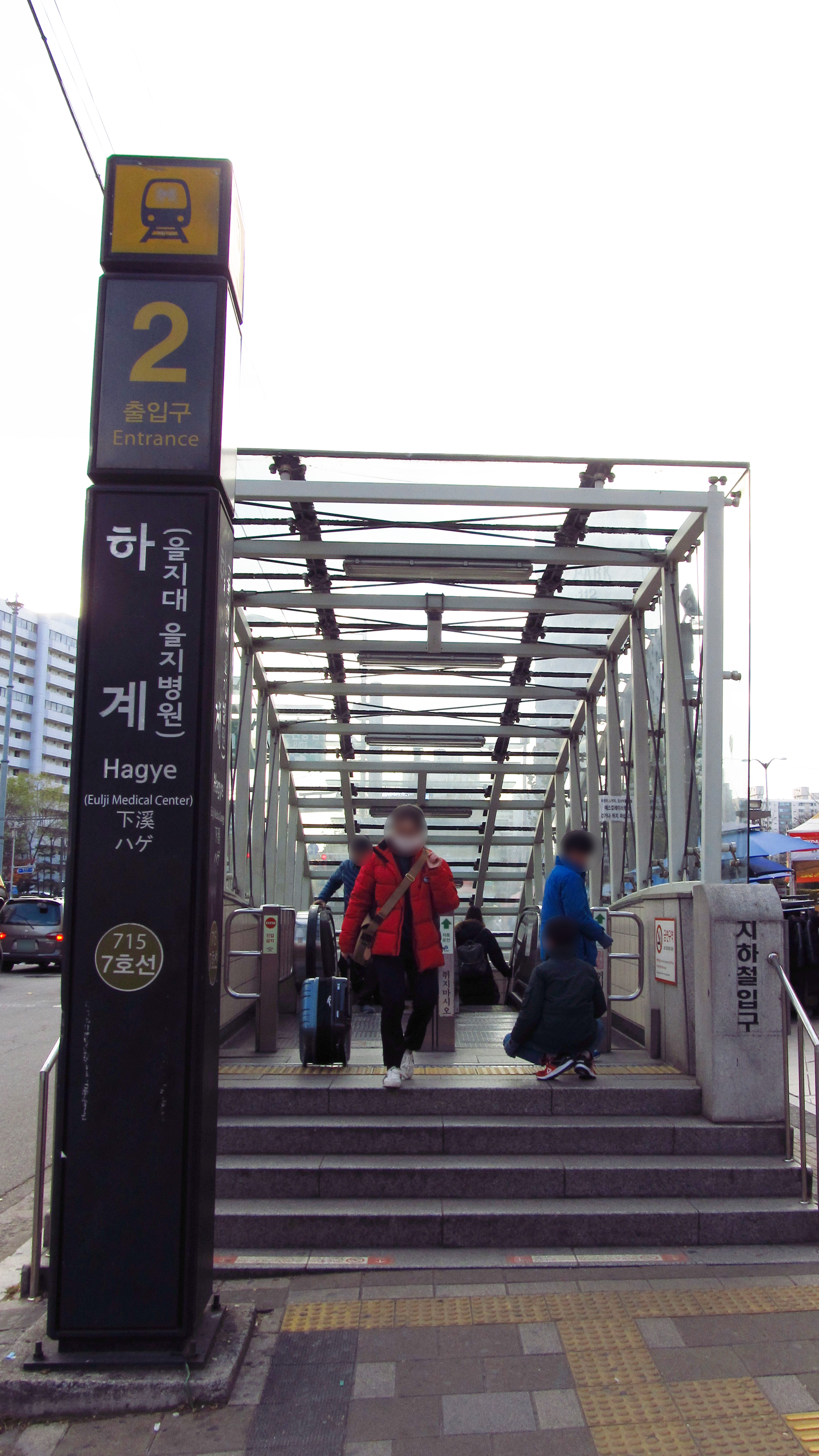
Lối vào 2